# Rk 62突擊步槍

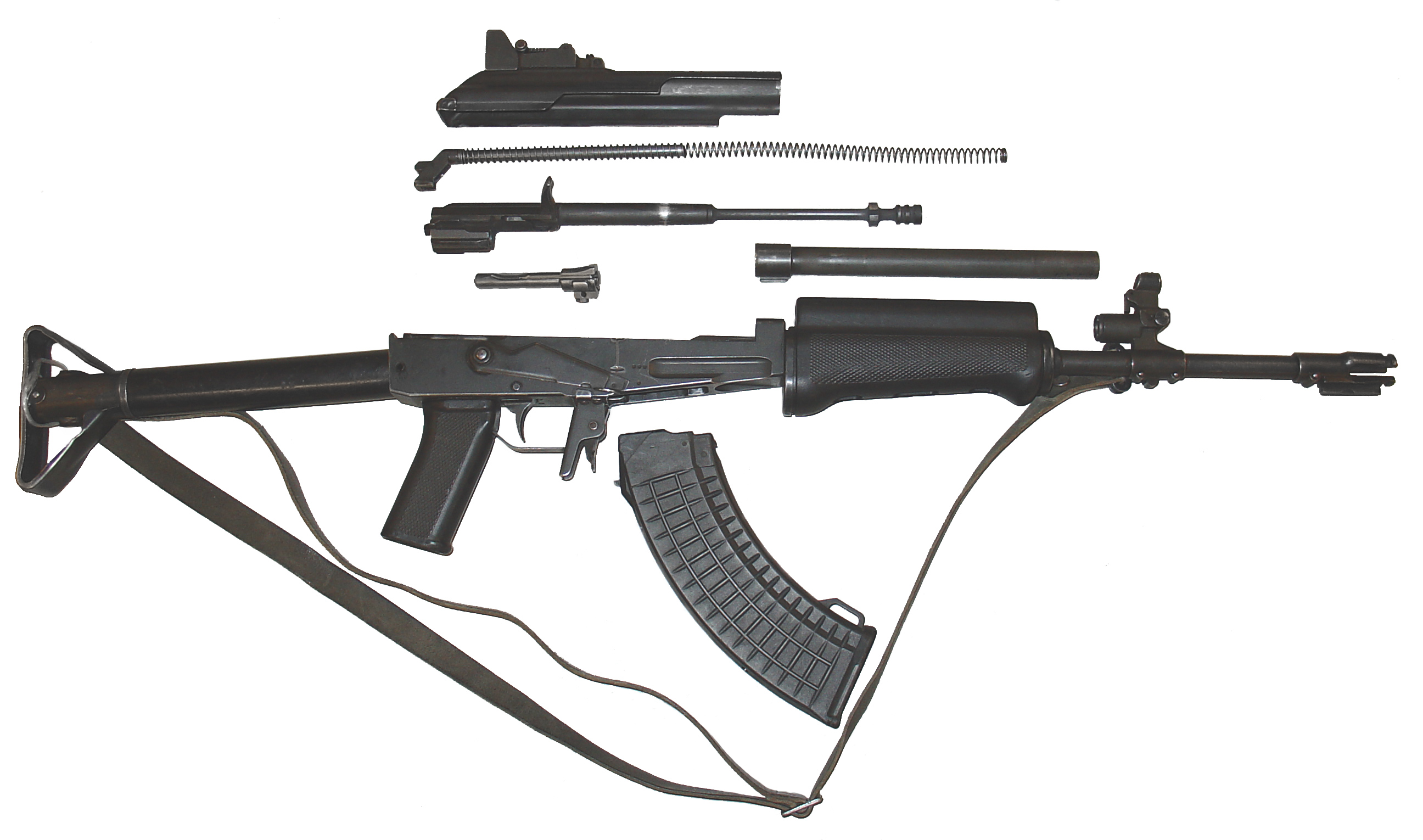
Rk 62大部分解

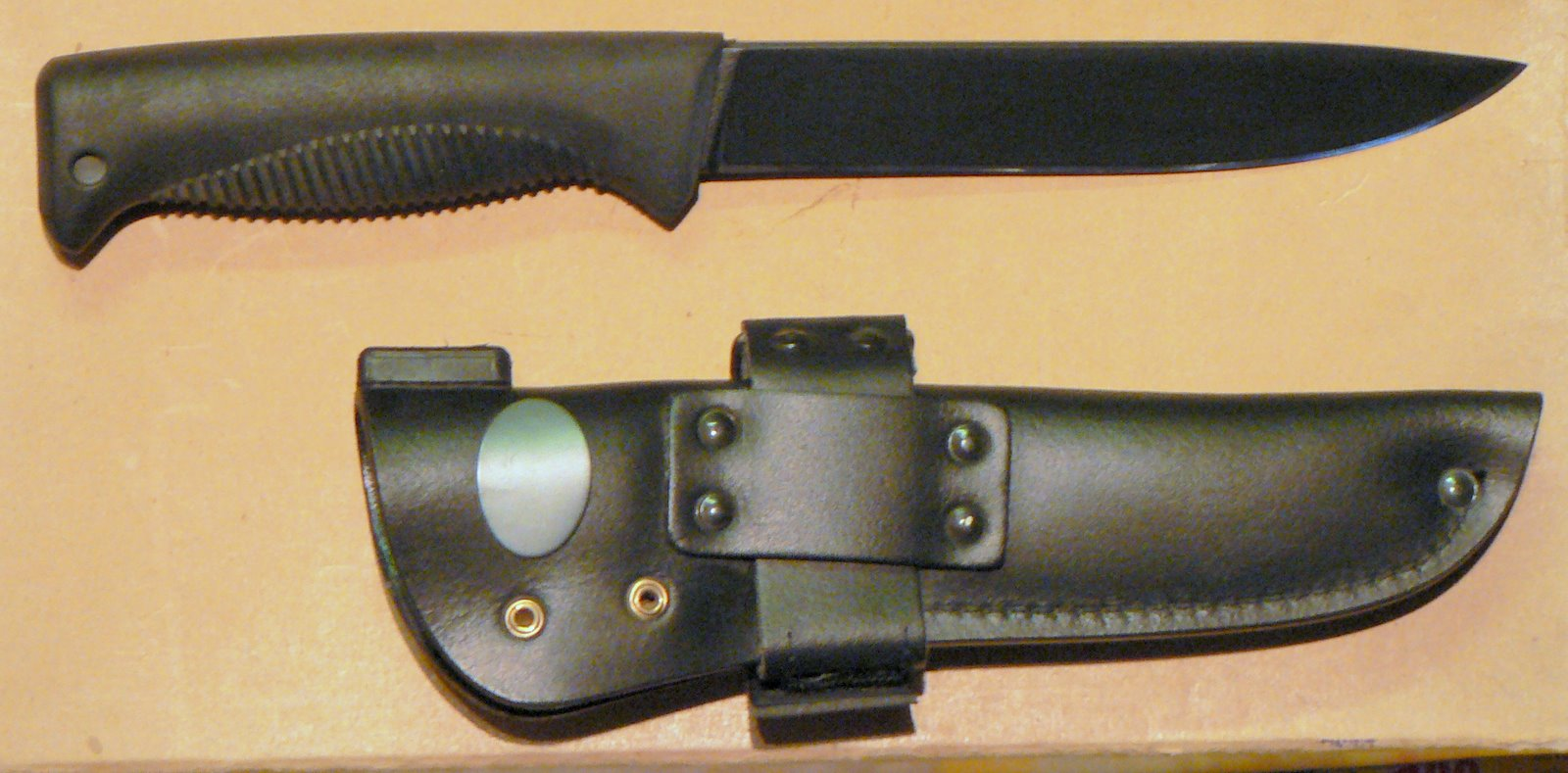
作為軍用刀的朴寇獵刀。

Rk 62（又名7.62 RK 62 及 M 62；芬蘭語：Rynnäkkökivääri 62，意義為「突擊步槍62年型」）由芬蘭的瓦爾梅特（英語：Valmet）及沙科（英語：Sako）生產，是芬蘭國防軍（FDF）的制式突擊步槍，亦是世界上以AK改良而成的步槍中製造水準品質與數量最優最佳的一款型號。
由於再改良設計與再加工一向是芬蘭小口徑武器的長項與傑出的優點，芬蘭人更願意將精益求精的精神與標準花費在RK 62步槍上，不論是材料品質與工藝水準乃至於工法上都以最佳的水準進行設計、生產與製造。

## 設計及歷史
步槍名稱中的“62”顧名思義指RK 62步槍於1962年進行設計製造，並基於芬蘭對蘇聯的戰爭經驗（1939年爆發的冬季戰爭）同樣採取7.62×39公厘的俄式子彈作為彈藥採用依據，先不論彈藥的威力如何，這樣的設計依據可使在交戰中對於己方士兵可以由掠奪敵方（主要是前蘇聯）的彈藥以減輕對於己方補給與後勤的依賴。自1965年起至1994年止一共有近三十五萬把RK 62步槍被瓦爾梅特與沙科製造生產。
1960年時，芬蘭人最初製造的Rk 60（又稱為M60）步槍幾乎完全對AK步槍照抄仿造；RK 60步槍一樣裝有金屬槍托、塑膠製的護木和握把，這把原型槍在波蘭的特許下生產的型號改為樺木製的槍托，並由芬蘭軍方不斷進行試驗後，提供經驗與建議給瓦爾梅特對RK 60步槍上作改進的依據與參考，並另外命名為7.62 RK 62步槍。過大幅改進之後的Rk 62步槍變成了所有AK變種中最精良的版本。
RK 62步槍理論射速為每分鐘700發，與AK步槍理論射速相差不大。由於零組件製造的精確度要比AK步槍水平高出許多，因此在半自動單發射擊時可達到1角分內的彈著分布；AK步槍本身的彈著分布可達將3角分，符合芬蘭人對於精準射擊的天性要求。Rk 62步槍採用可翻滾式的覘孔式照門，附帶有迷你氚瓶，當季節進入北極圈的永夜冬季或者氣候轉變為昏暗時，射手得依賴氚的放射性螢光指示對目標進行瞄準。透過RK 62步槍緊實（compact）與精密（preciseness）的設計製造與組裝，芬蘭官兵在通過基本訓練後，30%的官兵能使用Rk 62在150米距離能夠以10發子彈打出93分或以上的成績（目標直徑100毫米內為10分）。
RK 62步槍與AK步槍的槍口有極大的差異，芬蘭人較蘇聯人願意花費心思設計與製造消焰器（flash surpressor；類似制退器的設計與功能），並且因此改變了進行白刃戰的刺刀安裝方式；原來的AK步槍系列部份採用對折收的錐式刺刀，RK 62步槍則採取芬蘭傳統的朴寇獵刀（puukko）作為刺刀，依照類似Kar98k卡賓槍的導軌式刺刀座安裝於槍口消焰器下方。這樣的設計在RK 62步槍的進化版本Rk 95 TP上也有類似的設計。據說Rk 62步槍的槍口消焰器上的排焰槽還可以用來卡在鐵絲上，並利用子彈射出時的威力將鐵絲與以截斷。

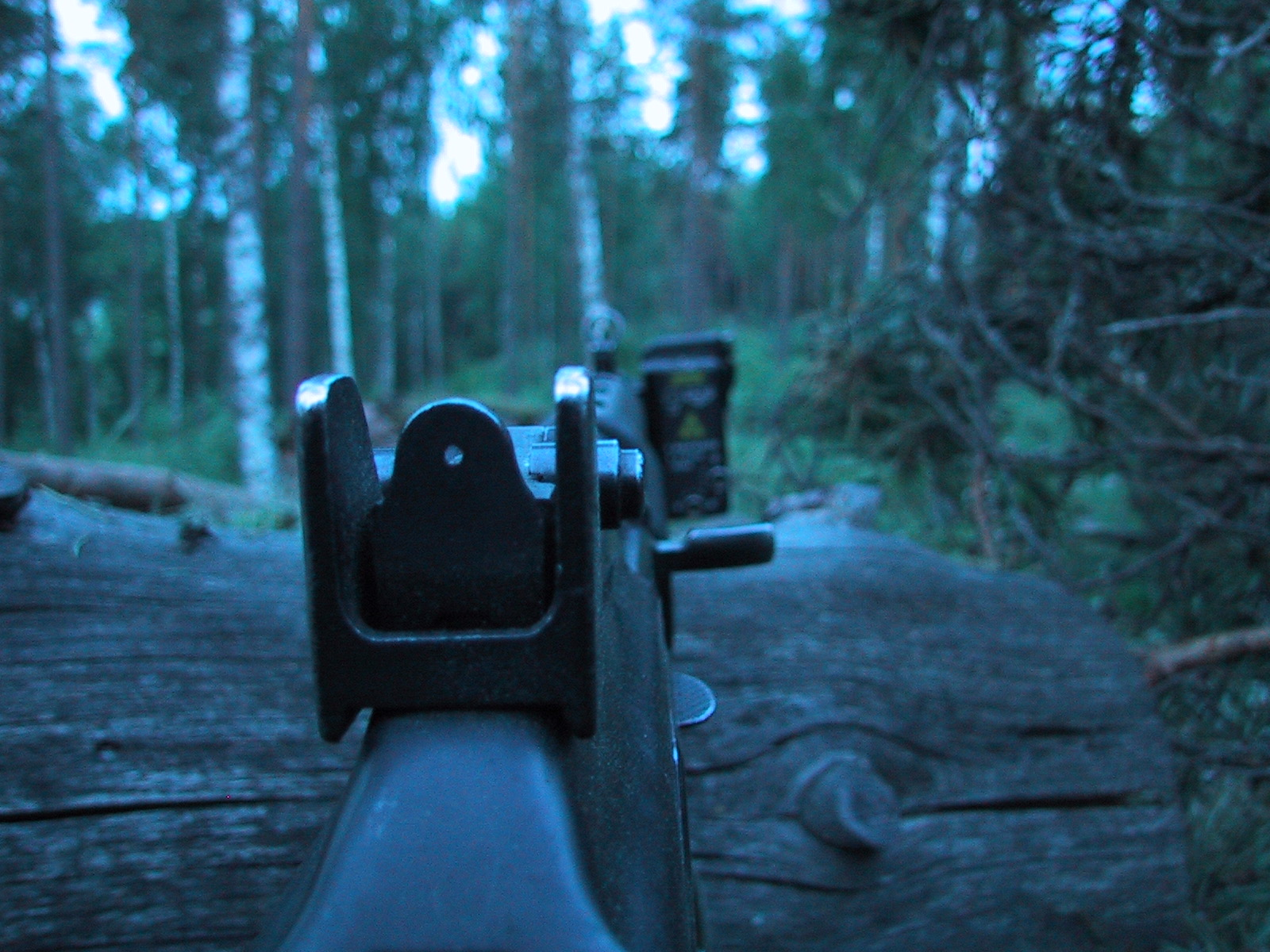
Rk 62的覘孔式照門

Rk 62步槍的彈匣也頗具特色，與AK步槍標準彈匣不同之處在於用途遭到誤用，原因是由於芬蘭官兵習慣以彈匣給彈唇前緣打開啤酒或飲料瓶蓋，令彈匣給彈唇出現損壞，因此造成射擊時彈匣給彈的問題；對此有相同經驗的以色列（類似的情形發生於中東戰爭時）向芬蘭推廣具有開瓶功能的IMI Galil彈匣，其後芬蘭軍隊改以塑料彈匣取代金屬彈匣。
Rk 62獲採用的原因主要是它的高精確度及可靠性，以色列國防軍亦以Rk 62設計出IMI Galil突击步槍。由於各國步槍的口徑走向迷你化，因此Rk 62型步槍於1994年停止生產。

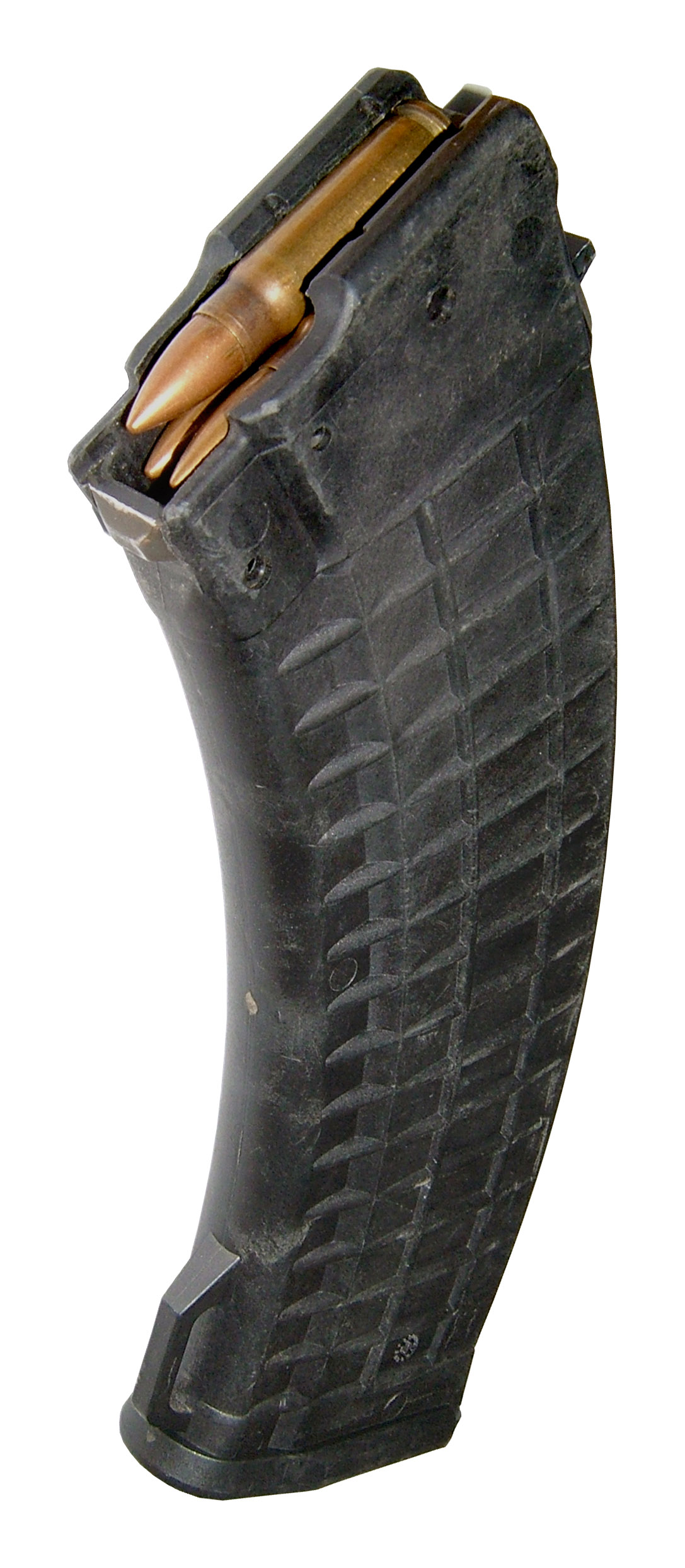
Rk 62的彈匣

## 衍生型
- 海軍版本Rk 62：裝有摺疊槍托
- Rk 76：改進版本，有7.62×39毫米及5.56×45毫米兩种口徑
- Rk 95 TP：最新改進版本，裝有摺疊槍托，對應消聲器及瞄準鏡，可發射槍榴彈

### 民用型
民用型Rk 62名為M62S，其設計與Rk 62完全相同，但沒有全自動射擊模式選擇鈕。瓦爾梅特亦有生產使用Rk 62機匣的獵用步槍版本，名為Valmet Petra（“petra”在芬蘭語解為“鹿”），發射.308 Winchester和.243 Winchester彈，後來民間更出現發射.30-06 Springfield子彈的改裝版本。另外，9.3×62毫米毛瑟彈犢牛式版本亦有出現市面，並裝有木制槍托及前握把，原本扳機亦移至較前位置。

## 使用國
- 爱沙尼亚
- 芬兰
- 利比亞
- 印度尼西亞
- 摩洛哥

## 外部連結
- （英文）—芬蘭國防軍主頁的7.62 Rk 62介紹
- （中文）—槍炮世界—Valmet M62 / Rk.62（页面存档备份，存于）